# Семернинское
Семернинское — деревня в Усть-Кубинском районе Вологодской области.
Входит в состав Заднесельского сельского поселения, с точки зрения административно-территориального деления — в Заднесельский сельсовет.
Расстояние по автодороге до районного центра Устья — 22 км, до центра муниципального образования Заднего — 4 км. Ближайшие населённые пункты — Поповское, Бурмасово, Пакутино.
По переписи 2002 года население — 3 человека.